# Enrique Egas

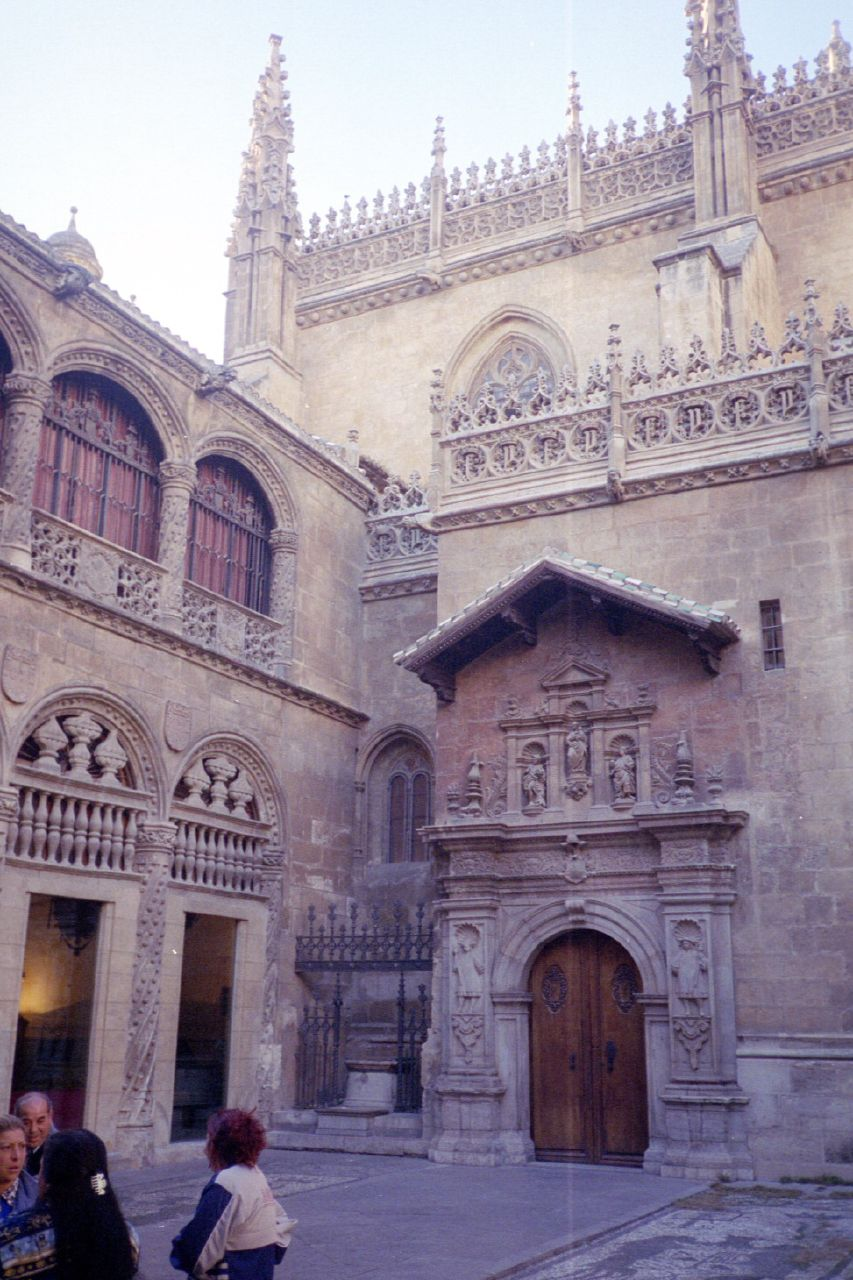
Entrada a la Capella Real de Granada

Enrique Egas (Toledo, 1455 - 1534) fou un arquitecte i escultor espanyol.
Fou un dels membres de la família Egas, fill de Egas Cueman que l'introduïx a la professió en un moment de la història d'Espanya de gran activitat constructiva religiosa.
Se'l troba l'any 1495 treballant per a la Catedral de Toledo, on adquirirà renom i prestigi i difondrà les seves tècniques per tota Castella, Andalusia i Galícia. A la catedral toledana realitza la reforma de la Capella Mossàrab el 1519. Va ser també mestre constructor a l'Hospital de Santa Creu de Toledo.
Va ampliar el seu treball desenvolupant-lo a la Catedral Nova de Plasencia, a l'Hospital Real de Santiago de Compostel·la i, l'any 1505, després de la presa de Granada, se li encarrega la direcció de la Capella Real i el 1511 de l'Hospital Real. Va intervenir en altres nombroses construccions com la Catedral de Màlaga, el Monestir de Uclés i la llibreria de la Universitat de Salamanca.